# Капельшер
Капельшер (швед. Kapellskär, також Kappelskär) — гавань і порт на острові Родмансьо в муніципалітеті Норртельє, лена Стокгольм, приблизно за 90 кілометрів на північний схід від Стокгольма. Капельшер є найпівнічнішим портом Стокгольмської гавані і має важливе значення для пасажирських та вантажних перевезень до Фінляндії та Естонії.

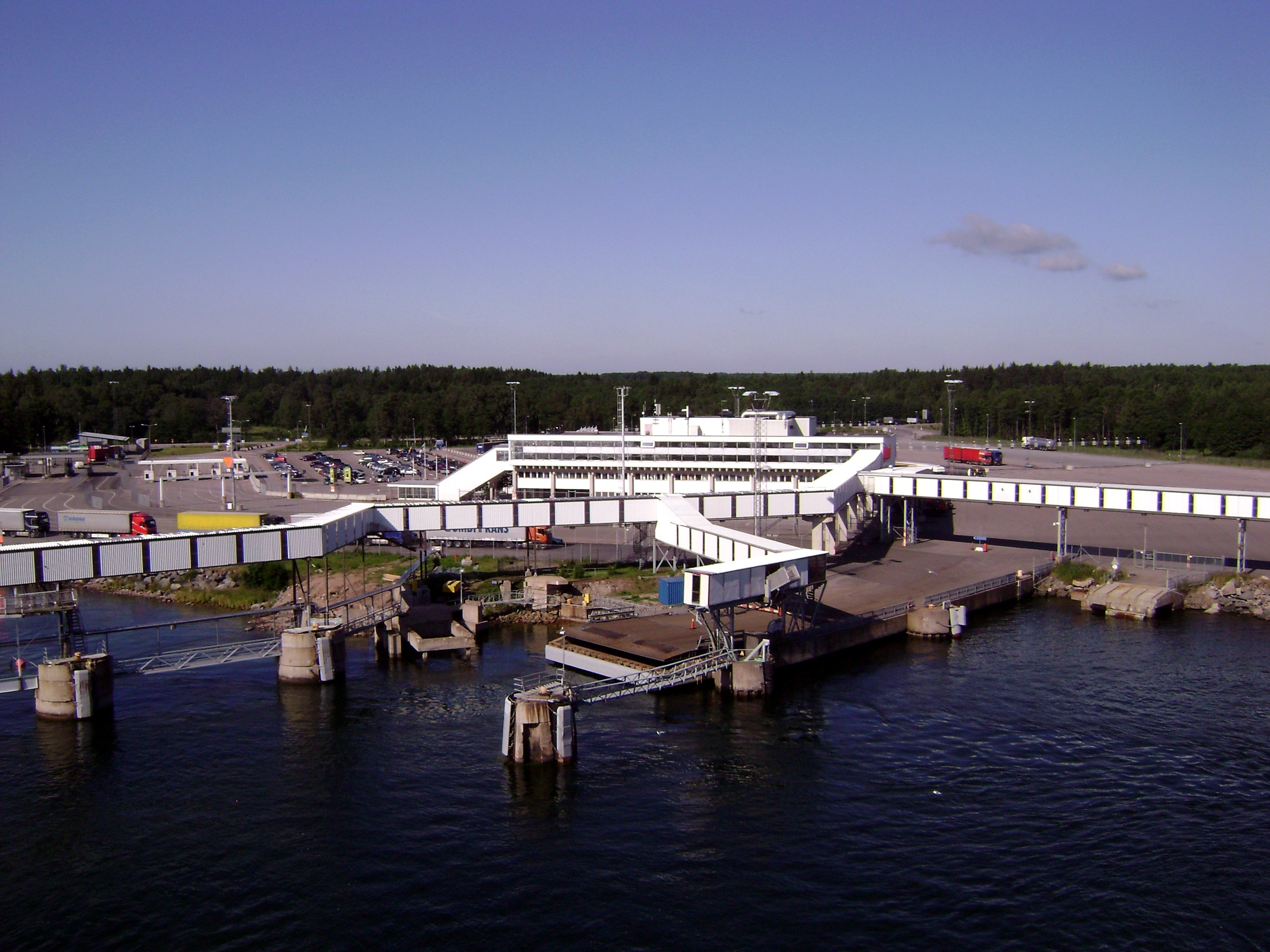
Гавань Капельшера

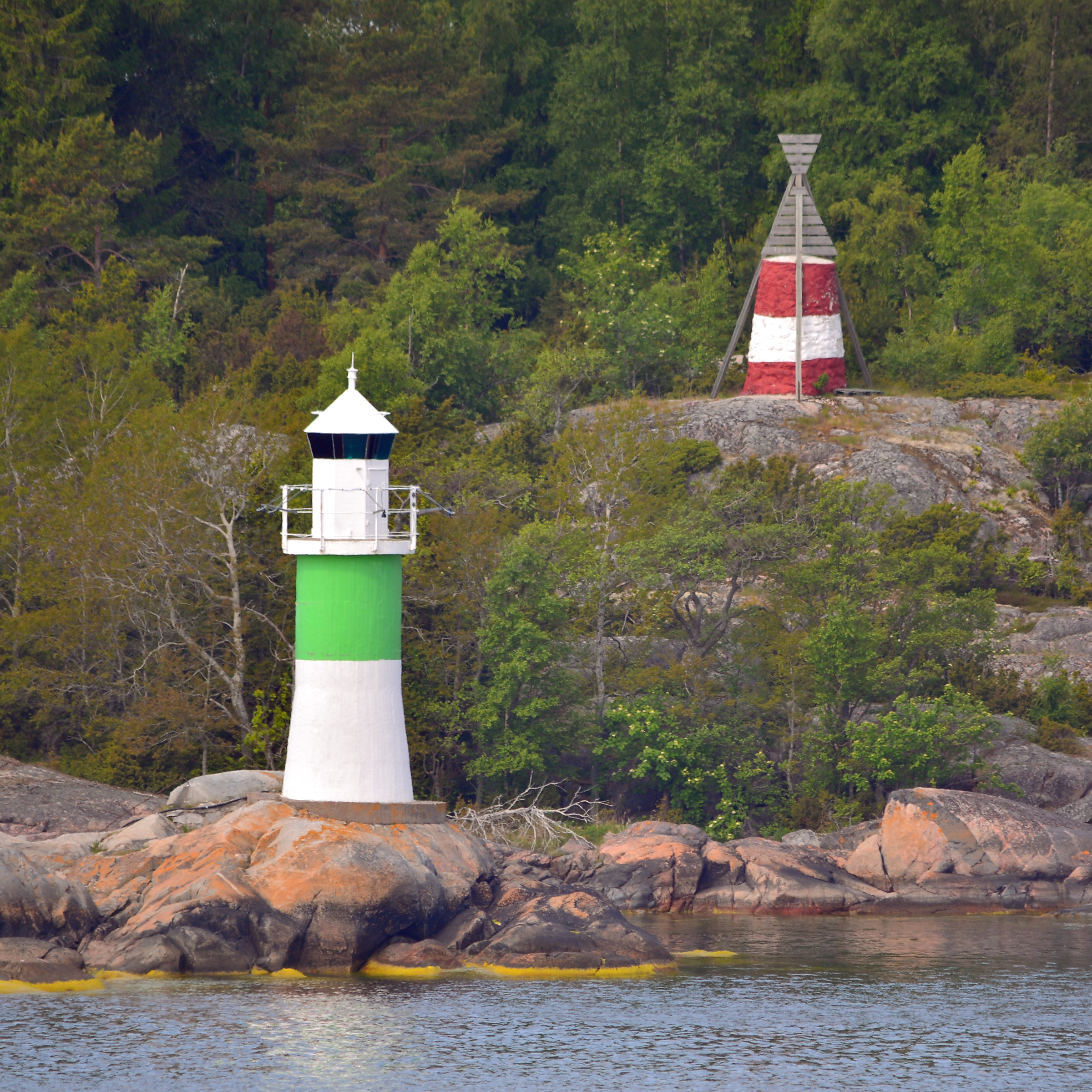
Маяки

## Історія
Завдяки своїй близькості до Оландських островів, Капельшер використовувався як корабельна гавань ще з середніх віків.
Перша згадка датується 1555 роком.. Назва «Kapellskäret» у ті часи стосувалася місця, де у наші часи стоїть маяк, натомість нинішній Капельшер був островом Långön.:59 У цьому місці 1719 року під час Північної війни відбувалася концентрація російського флоту, який у подальшому здійснював атаки на шведське узбережжя.
У середні віки на цьому місці стояла каплиця, можливо і назва походить від слова швед. kapell. 1894-го року у Капельшері з'явилося кладовище для тих, хто помер від епідемії холери; також тут знаходиться фамільне поховання Ridderstad på Riddersholm.
У 18-му столітті на місті нинішнього Капельшера існувала «стара таверна», а на мисі (що був тоді островом) стояв постоялий двір — в середині 19-го століття він все ще існував, але став дуже занедбаним. Вирубана скеля на мисі датується 1752-м роком, коли Адольф Фредрік збирав тут свій флот перед плаванням до Фінляндії.
На початку 20-го століття торгівля і товарообіг з Російською імперією постійно зростали. Через це були плани побудувати залізницю до порту Капельшер (який рідко замерзає взимку) від Стокгольма, з метою покращити транспортне сполучення. Перша світова війна завадила цим планам.
1959-го року поромна компанія Viking Line відкрила сполучення з Фінляндією; шведським портом було обрано Gräddö. Наступного року порт змінився на Капельшер, а землю для порту арендували. 1979-го року збудовано новий автошлях E18, що з'єднав порт Капельшер зі Стокгольмом; 1981-го відкрито новий термінал.
У 1991 році порт викуплено Стокгольмськими портами. 1993-го компанія Rederi AB Slites збанкрутувала і більшість морських перевезень припинилася до 1997-го, коли компанії Silja Line і Tallink відкрили вантажний рух; у 1998-му вантажні перевезення розпочала також FinnLink.
На День усіх Святих 1994-го року у Капельшері було поставлено дерев'яний хрест пам'яті загиблим у катастрофі порому «Естонія».

## Назва
Назва Капельшер зустрічається вже у часи середньовіччя, і походить зі швед. kappel — каплиці, до якої заходили перед плаванням Аландським морем. Ще давніше слово писалося як cappel. Зустрічаються написання (і вимова) як Kapellskär, так і Kappelskär.

## Сьогодення
Капельшер є найбільш північною гаванню Стокгольма, і приймає[коли?] близько половини всього морського трафіку з/до Фінляндії, Естонії і Аландських островів.
За рік[який?] через порт проходить близько 900000 пасажирів.
Через Капельшер здійснюють пасажирські і вантажні перевезення з/до таких портів на Балтійському морі (вказані також компанії-оператори суден):
- Палдіскі, Естонія — Tallink Silja (вантажні)
- Палдіскі — DFDS Seaways (вантажні і пасажирські)
- Наанталі, Фінляндія через Лонгнес (Аландські острови) — Finnlink (вантажні і пасажирські)
- Марієгамн, Аландські острови — Viking Line (вантажні і пасажирські)

Для поромів є чотири причали, збудованих у 1960-1980-х роках. Щоб приймати судна зі ще більшою довжиною і тоннажністю будується[коли?] ще один пірс з двома причалами. Після закінчення порт матиме п'ять сучасних причалів для поромів.

## Транспорт
Через Капельшер проходить європейський маршрут E18; також тут починається маршрут E265.
Автобусна лінія №631 компанії Storstockholms Lokaltrafik з'єднує Норртельє з Капельшером. Поромні компанії, як правило, також мають власні автобусні маршрути до і зі Стокгольму.